# Nach Regen scheint Sonne
Nach Regen scheint Sonne ist ein deutsches Filmlustspiel aus dem Jahre 1949 von Erich Kobler. Die Hauptrollen spielen Sonja Ziemann und die „Neuentdeckung“ Gert Fröbe. Der Geschichte liegt der gleichnamige schwyzerdütsche Gassenhauer (1946) von Artur Beul zugrunde.

## Handlung
Der schlaksige Konstantin hat die Nase voll vom Leben und plant, selbiges so rasch wie möglich zu beenden. Als er gerade ins Wasser gehen möchte, entdeckt er ein junges Mädchen namens Sabine, das offensichtlich exakt dasselbe wie er vorhat. Da Konstantin glaubt, dass jene hübsche, junge Frau gar keinen Grund habe, ihr Leben wegzuwerfen, verschiebt er erst einmal seinen eigenen Selbstmord und rettet Sabine aus dem Wasser. Im Schicksal vereint, beginnen die beiden jungen Leute rasch Gefallen aneinander zu finden und heiraten. 
Es wäre alles so schön, würde nun nicht plötzlich die Polizei auftauchen, auf der Suche nach einem seit langem gesuchten Heiratsschwindler, für den die Staatsmacht ausgerechnet den schüchternen Konstantin hält. Sabine kann dies nicht glauben und nimmt an, dass es sich dabei um eine Verwechslung handeln müsse. Nach einigen weiteren Ereignissen und Verwicklungen stellt sich Konstantins Unschuld heraus, und er wird wieder auf freien Fuß gesetzt. Jetzt steht dem Glück der beiden jungen Leute nichts mehr im Wege.

## Produktionsnotizen
Nach Regen scheint Sonne entstand im Filmstudio von Freiburg im Breisgau sowie in Staufen im Breisgau und im Schwarzwald (Außenaufnahmen) und wurde am 16. Dezember 1949 in Düsseldorf uraufgeführt. Die West-Berliner Premiere fand am 13. Oktober 1950 statt. 
Hauptdarsteller Fröbe hatte im Jahr zuvor mit der Hauptrolle des Otto Normalverbraucher in der Zeitsatire Berliner Ballade seinen Durchbruch erlebt. Nach Regen scheint Sonne ermöglichte dem damals noch spindeldürren Schauspieler seine zweite Filmhauptrolle.
Theo Zwierski gestaltete die Filmbauten, Otto Lehmann war Produktionsleiter. Co-Produzent Anton Weber arbeitete hier auch ungenannt am Drehbuch mit. Es sollte sein letzter Beitrag für einen Film mit Spielhandlung werden.

## Wissenswertes
Nachdem die beiden Inhaber der kurzlebigen Produktionsfirma Arbeitsgemeinschaft Film (A.G.F) GmbH Freiburg Alexander Krafft und Anton Weber, die bereits mit Wohin die Züge fahren einen „grandiosen Flop“ hingelegt hatten und auch Nach Regen scheint Sonne beileibe nicht ein Kassenerfolg wurde, musste die AGF kurz darauf Konkurs anmelden.

## Kritiken
„Anspruchslose Nachkriegskomödie mit viel Klamauk und ein wenig Zeitkolorit.“